# Seznam latvijskih šahistov
Seznam latvijskih šahistov.

## A
- Fricis Apšenieks

## B
- Vladimir Bagirov
- Teodors Bergs

## F
- Movsas Feigins

## G
- Aivars Gipslis

## J
- Miervaldis Jurševskis

## K
- Edvīns Ķeņģis
- Jānis Klovāns
- Maris Krakops
- Marta Krūmiņa-Vitrupe (1908-2010)

## L
- Zigurds Lanka

## M
- Hermanis Matisons
- Normunds Miezis

## N
- Arturs Neikšāns
- Aron Nimcovič

## P
- Vladimirs Petrovs

## R
- Igors Rausis
- Laura Rogule

## S
- Anda Šafranska/Safranska

## Š
- Aleksej Širov

## T
- Mihail Talj

## V
- Tamāra Vilerte
- Alvis Vītoliņš

## Ž
- Igor Ždanov (latv. Igors Ždanovs)